# Mimas (mitologia)
Mimas o Mimant (en grec antic Μίμας) va ser, segons la mitologia grega, un dels gegants que es va rebel·lar contra els déus. Era fill d'Urà i de Gea, la Terra.
Zeus, en la lluita contra els gegants, el va fulminar amb els seus llamps, o potser el va matar Hefest, sepultant-lo sota una gran quantitat de material incandescent. Es deia que l'illa de Procida, vora Nàpols, era on descansava el seu cos.